# Ráchel Skleničková
Ráchel Skleničková (* 21. června 1992 Praha) je česká klavíristka, zpěvačka, hudební skladatelka, dirigentka sboru Gabriel a učitelka klavíru na Konzervatoři Jana Deyla. Mediálně známá je především spoluprací na skladbě Čistý svět s Miroslavem Žbirkou.

## Osobní život
Narodila se v Praze, do šesti let vyrůstala ve středočeské Dolní Zimoři. Od narození je zcela nevidomá, k únoru 2020 používala pomůcku, která generuje hlasový výstup na základě vizuálních podnětů, což umožňuje např. samostatné vnímání textových informací nebo výběr oblečení.
Je vnučkou hudebního skladatele Karla Skleničky. O své primární rodině hovořila jako o křesťanské, v rozhovoru pro Český rozhlas z února 2017 označila hudbu mj. jako způsob, jak může „šířit Boha na Zemi“.

## Studium a kariéra
V roce 2003 nastoupila na hudební větev pražského Gymnázia Jana Nerudy (dnes již samostatné Gymnázium a hudební škola hlavního města Prahy), kde studovala dva obory: klavír u MgA. Růženy Učňové a zpěv u MgA. Magdalény Bělohlávkové. V roce 2006 přešla na Konzervatoř Jana Deyla na střední školu pro zrakově postižené. Zde studovala hlavní obor klavír u MgA. Jany Köhlerové a druhý obor zpěv (mimo jiné u ředitelky školy MgA. Naděždy Ostřanské). Získala zde titul DiS. V roce 2015 byla přijata na HAMU ke studiu v oboru klavír pod vedením Prof. Ivana Klánského a Prof. Františka Malého. Vysokoškolské studium zde zakončila v roce 2021 a získala titul MgA. Během studia strávila v rámci programu Erasmus 2 semestry 2018-2019 ve Finsku na Sibeliově akademii v Helsinkách pod klavírním vedením prof. Hanny Aho.
Opakovaně účinkovala na koncertech Světlo pro Světlušku, v roce 2015 vystoupila na festivalu Spannungen v západoněmeckém Heimbachu, 30. května následujícího roku na Pražském jaře, v roce 2017 na festivalu Songfest spolupracovala s čínskou zpěvačkou Feng-yün Song. Při živém vystoupení doprovodila zpěvem Tomáše Kluse, v roce 2019 se jako klavíristka i zpěvačka podílela na skladbě Miroslava Žbirky Čistý svet, ke které Žbirkův syn David natočil videoklip s oběma hudebníky.